# PVC-1 余命85分
『PVC-1 余命85分』（原題：PVC-1） は、2007年のコロンビア映画。

## あらすじ
コロンビアのクンディナマルカ県で農園と養鶏場を経営するバルデス一家が、ある日突然、覆面グループに襲われ、母オフェリアの首にチューブ型の爆弾を仕掛け、法外な身代金を要求して去っていく。残されたテープには、身代金が準備できなければ遠隔操作で爆弾を爆破すると吹き込まれていた... 

## スタッフ
- 監督：スピロス・スタソロプロス[2]
- 脚本・スピロス・スタソロプロス、ドワイト・イスタンブリアン
- 製作：スピロス・スタソロプロス、ジェイソン・ホール
- 製作総指揮：パシリス・スタソロプロス、ドワイト・イスタンブリアン
- 音楽：パスカール・タイガー、レイナルド・ドゥアルテ、フアン・ピエドラ
- 美術：ルイサ・ウリベ
- 特殊効果：ルイサ・ウリベ、フアン・パブロ・サラサール
- 衣装デザイン：ルイサ・ウリベ
- キャスティング：アンドレス・ベラスケス
- 撮影：スピロス・スタソロプロス
- 製作助手：ミゲル・コロラド
- メイクアップ：ルイサ・ウリベ、フアン・パブロ・サラサール

## キャスト
- メリダ・ウルキーア：オフェリア
- ダニエル・パエス：シモン
- アルベルト・ソルノサ：ハイロ中尉
- ウーゴ・ペレイラ：ベンジャミン
- パトリシア・ルエダ：マリア